# فرودگاه سوانزی
فرودگاه سوانزی (به انگلیسی: Swansea Airport) یک فرودگاه همگانی با کد یاتا SWS است که یک باند فرود بتن دارد و طول باند آن ۱۳۵۰ متر است. این فرودگاه در کشور ولز قرار دارد و در ارتفاع ۹۱ متری از سطح دریا واقع شده است.